# Tayloria squarrosa
Tayloria squarrosa är en bladmossart som beskrevs av T. Koponen 1974. Tayloria squarrosa ingår i släktet trumpetmossor, och familjen Splachnaceae. Inga underarter finns listade i Catalogue of Life.